# بالون حارق

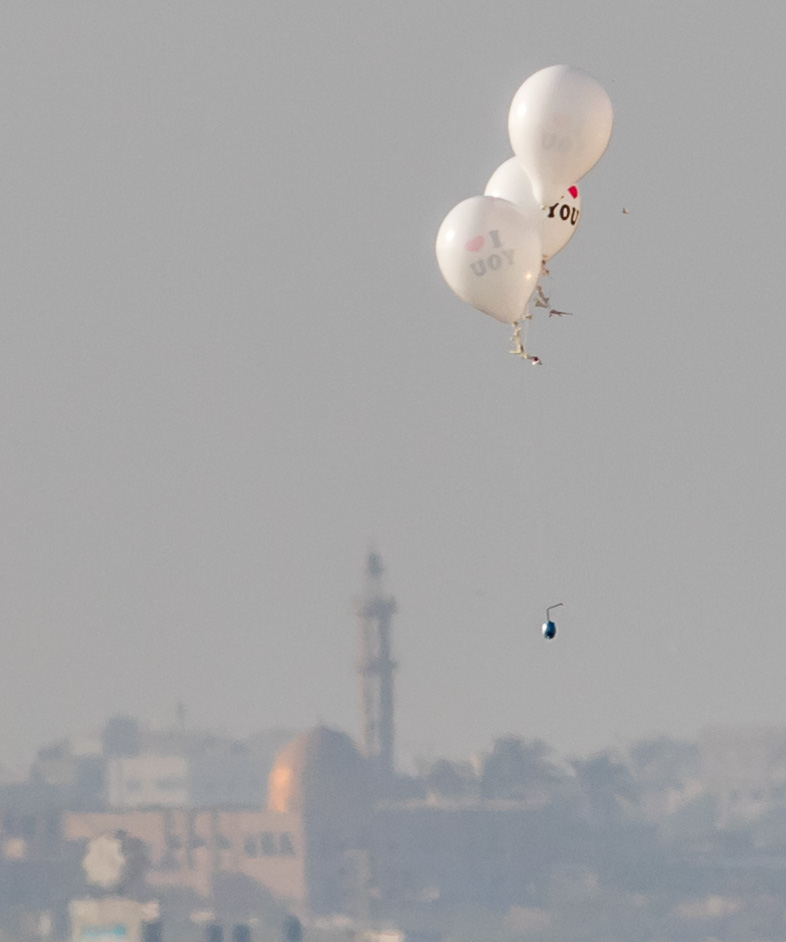
بالونات هيليوم تحمل مواد قابلة للاشتعال تم إطلاقها من مخيم البريج في قطاع غزة

بالون حارق (بالإنجليزية: Incendiary balloon)‏ أو قنبلة بالونية هو بالون منتفخ من أخف غازات الهواء مثل الهواء الساخن أو الهيدروجين أو الهيليوم، يحتوي على قنبلة أو جهاز حارق أو مولوتوف. يتم حمل البالون بواسطة الرياح السائدة إلى المنطقة المستهدفة، حيث يسقط أو يطلق ما يحويه.

## التاريخ
استخدم السلام للمرة الأولى في أواخر الحرب العالمية الثانية حيث اخترعه اليابانيون وأطلقوا عليه اسم فو-غو والتي تعني قنبلة بالونية، وكانت فكرة هذا السلاح الأصلية تتمثل بوضع قنبلة ضد الافراد تزن 15 كيلو غرام قابلة للتغيير محمولة على بالون معبئ بغاز الهيدروجين.
نصف قطر البالون الحامل للقنبلة هو 10 امتار تقريباً معبئ بـ 540 متر مكعب من الهيدروجين، وعادة ما قام اليابانيون بإطلاقها من الجهة الشرقية لجزيرة هونشو الرئيسية المقابلة للمحيط الهادي لتصل إلى الأراضي الأمريكية وتلحق أضراراً جسيمة.
أعيد استخدام هذه التقنية عام 2018م من قبل حركات المقاومة المسلحة في قطاع غزة ضد إسرائيل ولكن بتقنيات أبسط وبأشكال مختلفة وبحمولات محدودة تركزت غالباً على حمل شغلات حارقة كان الهدف منها إبداء أي شكل من أشكال المقاومة ضد إسرائيل، من خلال وحدة الزواري تيمناً بالقائد محمد الزواري الذي اغتيل في تونس عام 2016م، وهذه الوحدة تتبع كتائب عز الدين القسام. كما تم استخدامها في الاشتباكات الإسرائيلية الفلسطينية 2021.

## الاستخدام الحالي
منذ بداية احتجاجات غزة الحدودية عام 2018، أطلق الفلسطينيون طائرات ورقية حارقة على إسرائيل كشكل من أشكال المقاومة الزراعية. منذ بداية مايو 2018 ، تم استخدام البالونات الحارقة المملوءة بالهيليوم إلى جانب الطائرات الورقية الحارقة. الرياح السائدة التي تهب من البحر الأبيض المتوسط، تدفع البالونات المنطلقة من غزة إلى فلسطين المحتلة.
وفقًا لتقرير في موقع واي نت، اعتبارًا من 10 يوليو 2018، سببت الطائرات الورقية والبالونات الحارقة 678 حريقًا في فلسطين المحتلة، حيث أحرقت 910 هكتارًا من الغابات، و610 هكتارات من المحاصيل الزراعية، وكذلك الحقول المفتوحة. سقطت بعض البالونات في مناطق مجلس إشكول الإقليمي، ومجلس سدوت نيغيف الإقليمي، ولم تصب أحدًا. وصل بالون واحد فقط إلى بئر السبع، على بعد حوالي 40 كيلومترًا من قطاع غزة.